# 村上知奈美
村上 知奈美（むらかみ ちなみ、1974年6月19日 - ）は、フリーアナウンサー。愛知県出身。青山学院大学法学部卒業。第20代ミス青山学院大学。
　

## 人物・経歴
- 大学卒業後、セント・フォースに所属しフリーアナウンサーとしての活動を始め、テレビ・ラジオの様々な番組に出演する。
- その後、東京に暮らすホームレス男性と開始した、互いの内心を吐露する「交換日記」がきっかけとなり、ホームレス問題に取り組む。
この村上とホームレスとの交換日記はブログ化されており、2006年8月25日付けの朝日新聞の紙面で取り上げられた。その後自らが企画・監督・ナレーターを務めて映像化された。
- 現在は結婚しており2児の母。2010年3月14日、表参道に『tokyo baby cafe』という親子カフェをオープンさせる。
また、すでにセント・フォースを退社している模様で、同社の公式HPからはプロフィールは削除されている。

## 主な担当番組
テレビ
- 筋肉番付シリーズ（TBSテレビ）
- TXNニュースアイ（テレビ東京）
- BSフジNEWS（BSフジ）
- サンデーオンライン（BS朝日）

ラジオ
- フロントページ（J-WAVE）
- A・O・R（JFNC）
- good morning! That's wakeman show（JFNC）

## 参考資料
- 人気女子アナ公式ファイル（学習研究社）2006年10月発行
- TG Talented Girls Intelligence（彩文館出版）2008年10月発行
- 文春ムック・原色美人キャスター大図鑑（文藝春秋）2010年3月発行